# Luca Vigiani
Luca Vigiani, född 25 augusti 1976 i Florens, är en italiensk före detta fotbollsspelare.

## Spelarkarriär

### Fiorentina och Serie C
Vigiani inledde karriären i hemstaden Florens största lag Fiorentina. Han ansågs vara en stor talang och fick representera Italien på ungdomsnivå. Han gjorde debut i Serie A som 18-åring säsongen 1994/95, men det blev bara en match och säsongen efter fick han inte spela alls.
Vigiani lånades istället ut till olika mindre klubbar och köptes sommaren 2000 loss av Lodigiani. 2001 lämnade Vigiani för Pistoiese och fick därmed debutera i Serie B. Lyckan blev dock kortvarig och en allvarlig skada tvingade Vigiani till sex månaders vila. Pistoiese åkte ur Serie B och fick 2002/2003 istället spela i Serie C1. Vigiani var då åter hel och kunde spela hela säsongen. Han fick också stifta bekantskap med en intressant ung tränare i Walter Mazzarri som uppskattade hans insatser på mittfältet.

### Livorno
Sommaren 2003 plockade Livorno över Walter Mazzarri som tränare och Mazzarri plockade med sig Vigiani. Vigiani blev snabbt en viktig spelar i laget och spelade hela 42 matcher när Livorno tog steget upp från Serie B för första gången på drygt 50 år. Vigiani spelade även den kommande säsongen i Livorno svarade då för 33 matcher och 3 mål.

### Reggina
Sommaren 2005 lånades Vigiani ut till Reggina och fick därmed för tredje gången Walter Mazzarri som tränare. Efter att ha spelat 36 matcher återvände han sommaren 2006 till Livorno. Det blev dock en kortvarig sejour och efter att ha spelat hösten 2006 för Livorno återvände han till Reggina i januari 2007, där han hjälpte laget till att sensationellt klara kontraktet i Serie A.
Vigiani stannade ytterligare två säsonger i klubben innan han sommaren 2009 lämnade för Bologna, där han skrev ett två-årskontrakt. Efter bara ett halvår med Bologna var han dock åter tillbaka i Reggina, som nu spelade i Serie B.
Efter ett halvår med Reggina lånades Vigiani ut till Carrarese i ett år och hjälpte laget att kvalificera sig för Lega Pro Prima Divisione. Det kom också att bli det sista aktiva året för Luca Vigiani.

## Tränarkarriär
Efter att ha avslutat den aktiva karriären beslutade Vigiani sig för att utbilda sig till tränare. I juni 2012 offentliggjordes det att Vigiani åter skulle återförenas med Walter Mazzarri för att ingå i dennes stab i Napoli.